# Fuente de los Cuentos de Hadas
La Fuente de los Cuentos de Hadas (en alemán: Märchenbrunnen) se encuentra en el Volkspark Friedrichshain, en Berlín, la ciudad capital de Alemania. En 1893, las autoridades de Berlín planearon una entrada artística al parque nacional de Friedrichshain.
La fuente de los cuentos de hadas fue encargada entonces por el parque nacional y posteriormente diseñada por Ludwig Hoffmann.  Hoffmann propuso la idea de una fuente en el parque para describir los cuentos de hadas. El autor explica  esto en sus memorias.
La inauguración de la fuente se celebró el 15 de junio de 1913. Las principales obras de la estructura fueron realizadas en el período comprendido entre 1907 y 1913.